# Buonamico Buffalmaccio
Buonamico di Cristofano zvaný Buonamico Buffalmaccio (kolem roku 1262, Florencie – 1340 tamtéž), byl italský malíř z Florencie působící v 1. polovině 14. století. Život malíře zpracoval Giorgio Vasari ve svém díle „Životy nejvýznačnějších malířů, sochařů a architektů“. Lorenzo Ghiberti podal informace o malířově díle ve Florencii v „Záznamech“ (Ghiberti I, 38- 39, II, 130- 134).	
Buonamico byl dlouhou dobu považován za fiktivní osobu, do dějin umění vstoupil spíš svým pitoreskním životem než svoji tvorbou. A to díky dílu od spisovatele Giovanni Boccaccio „ Dekameron“'. Boccaccio věnoval Buffalmaccovi čtyři příběhy, kde spolu se svými druhy (Giovanozzo di Pierino řečený Calandrino a Bruno di Giovanni) tropí různé šprýmy a taškařice. (den VIII. příběh 3, 6, a 9, den IX. příběh 5). Boccacciův pokračovatel Franco Sachetti (1330- 1400) doplnil Buffalmaccův životopis dalšími čtyřmi příběhy ve svých „Třech stech novelách“ (novely č. 161, 164, 191 a 192).

## Život
Buffalmaccio byl prvně uváděný roku 1315 v matrice cechu lékařů a lékárníků, kam patřili i malíři. Jiný doklad ho připomíná roku 1336 v Pise. Díky údaji v matrice lze položit jeho rok narození přibližně mezi 1290–1295. Mnoho prací, které mu Giorgio Vasari připisuje, se nedochovaly nebo jsou dílem někoho jiného.
Buonamico Buffalmaccio velice rád navštěvoval dílnu Masa del Sagio, kde se scházívali občané Florencie a všichni milovníci veselí a šprýmů. O této dílně píše také Boccaccio (Dekameron, den VIII, příběh 3). Malíř si užíval života a utrácel víc, než vydělal, byl chudý a během nemoci se o něho ve florentském špitále Santa Maria Novella staralo bratrstvo Milosrdenství. Po smrti byl pohřben jako ostatní chudí na špitálním hřbitově Ossa. Ani datum jeho úmrtí není jisté. Vasari uvádí úmrtní rok 1340, ale v seznamu florentského bratrstva malířů je uváděno jeho jméno ještě v roce 1351.

## Tvorba
Z umělcova života se mnoho prací nedochovalo. K jeho prvním pracím patřily malby ve florentském klášteře jeptišek z Faenzy, kde vyzdobili celý kostel výjevy ze života Ježíše Krista (nedochováno). Jeho spolupracovníkem zde byl Bruno di Giovanni. Poté působil Buffalmaccio v Badii v Settimu. Na zdi v kapli sv. Jakuba vymaloval několik výjevů ze světcova života. Na klenbě kaple zobrazil čtyři církevní Otce a čtyři evangelisty. (fresky datované r. 1315, nedochováno). Další jeho prací byly dva deskové obrazy pro florentskou kartouzu (nedochováno), fresky Narození Páně a Klanění tří králů vytvořené na zdi nad hrobkou Aliottiů v Ognissanti. (nedochováno).
Poté, co byl Buonamico pozván do Pisy, vypracoval výzdobu kláštera San Paolo a Ripa d'Arno, který patřil mnichům z Vallombrosy. Vyzdobil celé křížení tamějšího kostela ve třech pásech od země až po střechu výjevy ze Starého zákona. Na pravé straně zdi křížení vymaloval výjevy ze života sv. Anastázie s několika ženskými postavami. (práce se dochovali ve špatném stavu) Dále zde zobrazil papeže Alexandra IV. z rodu hrabat Sergiů. Při práci v kostele pomáhal Buffalmacciovi malíř Bruno di Giovanni, jak je uvedeno v knize malířského bratrstva. V Campo Santo v Pise, provedl další fresky a to nad místem, kde se dnes nachází mramorový náhrobek proslulého lékaře Mattea Corta. Námětem fresky bylo Kristovo utrpení s množstvím pěších i jezdců v rozmanitých pozicích. Výjevy- Triumf smrti, Poslední soud, Peklo, Zmrtvýchvstání a Zjevení Krista apoštolům. Triumf smrti zobrazuje v pravé části okamžik- z úst zemřelých vylétají jejich duše a ty jsou lapeny démony nebo anděly. V pravé části scény lovecká skupina přijíždí k třem mrtvolám, ležící v rakvích.
Ústředními postavami scény Posledního soudu jsou trůnící Kristus a Panna Marie v mandorle. Okolo nich Apoštolové a pod nimi uprostřed archanděl Michael s mečem. Kolem archanděla stojí zástupy lidí čekající na soud. Lidské duše, které budou zatraceny nebo spaseny. Freska zobrazuje legendu o setkání tří živých a tří mrtvých, formulovaná ve Francii na konci 13. století.
Z malířovy ruky také vzešly malby v kostele San Giovanni fra l´Arcora. (malby strženy za války roku 1529)
Řadu věcí vytvořil Buonamico pro cortonského biskupa Aldobrandina v biskupském chrámu. Výzdoba chóru a deskový obraz hlavního oltáře. (nedochováno)Malíř působil i v Perugii. V kostele San Domenico vyzdobil kapli Buontempiů freskami a výjevy ze života mučednice svaté Kateřiny. V samotném kostele namaloval rovněž fresku, výjev jak sv. Kateřina disputuje s filozofy a obrací je na křesťanskou víru.

## Seznam děl
Florencie: 1310- 1317
Výjevy ze života Krista v ženském klášteře ve Faenza
Příběhy sv. Jakuba, evangelisté a proroci v Badii a Settimu.
Arezzo: 1320- 1327
Madona s dítětem a svatými v katedrále
Archanděl Michael (Státní muzeum středověkého a moderního umění)
Madona s dítětem v kostele San Donato Pergognano
Parma: kolem 1330
Sv. Jiří bojující s drakem v Baptisteriu
Sv. Kateřina Alexandrijská
Pisa: 1330- 1337
Výjevy v kostele San Paolo Ripa d'Arno
Fresky Triumf smrti, Poslední soud a peklo v Campo Santo